# El judici (sèrie de televisió)
El judici és una sèrie de televisió produïda per la productora Mediapro sobre el judici de l'1 d'octubre i els presos polítics. La sèrie pretenia reflexionar "sobre la independència del sistema judicial i sobre la vigència dels drets civils i dels valors democràtics a l'estat espanyol" al llarg de més de trenta entrevistes als implicats, inclosos alguns dels acusats i el fiscal Javier Zaragoza, en les seves primeres i úniques declaracions referents al judici, a més d'advocats, jutges, fiscals, juristes, experts, acusats, familiars, observadors internacionals, testimonis i representants de la policia espanyola i la Guàrdia Civil, al llarg de vuit episodis dirigits per Lluís Arcarazo. Un recull de dos anys d'investigacions judicials i policíaques i cinquanta-quatre sessions de vista oral al Tribunal Suprem espanyol, amb les 54 sessions de vista oral al Suprem, més de 400 hores d'emissió en directe, i compta també amb més de 30 entrevistes realitzades a diferents implicats en el procés (advocats, jutges, fiscals, juristes, experts, acusats, familiars, observadors internacionals, testimonis i representants de les Forces i Cossos de Seguretat de l’Estat). També ofereix imatges inèdites sobre el que va passar als preparatius de la vista del judici, a les diferents visions i estratègies de defensa, i el testimoni dels neguits, les esperances i frustracions que acompanyaren els polítics independentistes al llarg del procés judicial.
D'entre els testimonis recollits i que apareixen a la sèrie destaquen els dels acusats Meritxell Borràs, Carles Mundó i Santi Vila; el del fiscal de la sala segona del Tribunal Suprem, Javier Zaragoza; el de la premi Nobel de la Pau Jody Williams; el del president Carles Puigdemont; el d’Ada Colau, batllessa de Barcelona; el de Roger Torrent, president del Parlament de Catalunya del 2018 al 2020; l’advocat Jaume Alonso-Cuevillas; l’advocada Olga Tubau; magistrat emèrit del Tribunal Suprem espanyol Joaquín Giménez; i la coordinadora d’International Trial Watch, Anaïs Franquesa, entre d'altres. Intercalat amb imatges inèdites de testimoni dels fets, junt amb imatges de la sala segona del Tribunal Suprem amb els dotze acusats i els seus equips legals exposant les diverses estratègies de defensa. També es va fer un seguiment als familiars dels presos en els seus desplaçaments, les reunions de les defenses i el repàs dels fets. El relat dels fets és des del punt de vista dels advocats defensors i compta amb la veu en off de Jordi Boixaderas.
La sèrie de vuit capítols s'havia de començar a emetre l'11 d'abril de 2021, però la coincidència amb el documental Pujol: els secrets d'Andorra també aquell diumenge faria que la sèrie documental sobre el judici de l'1 d'octubre canviés la data d'emissió pel 18 d'abril següent. La producció televisiva seria adquirida per la Corporació Catalana de Mitjans Audiovisuals el 23 de desembre de 2020 per una xifra de 440.000 euros, tot i que anteriorment s'havia intentat vendre per 800.000 euros, una xifra que aixecaria certes crítiques en organitzacions com la Federació de Productors Audiovisuals d'àmbit estatal (PROA) que arribaria a publicar un article titulat “Es ven sèrie a 800.000” on criticaria la falta de transparència en l'adjudicació d'aquesta mena de contractes de compra.

## Llista d'episodis
| # | Títol                  | Direcció       | Data d'estrena     |
| --- | ---------------------- | -------------- | ------------------ |
| 1 | «Qüestions prèvies»    | Lluís Arcarazo | 18 d'abril de 2021 |
| Com s'ha arribat a la situació, qui foren els processats, de què se'ls acusava, qui formava l'acusació, qui formava el Tribunal, quines serien les estratègies de les defenses. Relat de les primeres jornades del judici, quan les parts posaren damunt la taula i plantejaren la seva estratègia davant un judici considerat polític al cor de l'Europa democràtica. |                        |                |                    |
| 2 | «Presos Polítics»      | Lluís Arcarazo | 18 d'abril de 2021 |
| Els acusats han passat quinze mesos en presó preventiva, fins que són cridats a declarar. Alguns dels presos es negarien a respondre les preguntes de l'acusació, i d'altres optarien per passar a l'ofensiva i portaren la seva declaració al terreny de la confrontació política per convertir el judici en una denuncia pública de la vulneració de drets fonamentals per part de l'estat espanyol. |                        |                |                    |
| 3 | «Tota la veritat»      | Lluís Arcarazo | 25 d'abril de 2021 |
| La sala del Tribunal Suprem rebutjaria els testimonis de Felip VI i de Carles Puigdemont, tot i que sí admetria els d'altres polítics rellevants del procés. Les acusacions al judici sostindrien que els processats van provocar una rebel·lió per aconseguir la independència de Catalunya. En canvi les defenses intentarien demostrar que sempre es va buscar una sortida pactada amb el govern de Mariano Rajoy. Es proposaria la pregunta de si realment s'havia declarat la República i sobre què havia passat la tardor de l'any 2017. |                        |                |                    |
| 4 | «Llei i ordre»         | Lluís Arcarazo | 2 de maig de 2021  |
| Al llarg de quatre mesos de judici, es plantejaria la qüestió de quin paper van jugar els diferents cossos de seguretat la tardor del 2017. Si va ser premeditadament violenta l'actuació de la Policia Nacional i la Guàrdia Civil, si eren eren els Mossos un presumpte braç armat de la suposada rebel·lió, si van actuar en connivència amb els dirigents independentistes o van obeir en tot moment les ordres judicials, i si el testimoni del major Josep Lluís Trapero acabaria sent determinant. |                        |                |                    |
| 5 | «Relat de violència»   | Lluís Arcarazo | 9 de maig de 2021  |
| Al judici falten centenars de testimonis, i les defenses continuen sostenint que tant la Fiscalia com el jutge instructor es van basar en un relat inventat per justificar l'acusació pel delicte de rebel·lió. La negativa del tribunal a contrastar les declaracions de policies i guàrdies civils amb els vídeos del 20S i de l'1-O obliga les defenses a protestar contínuament. I el judici es tensa cada cop més. |                        |                |                    |
| 6 | «Polítics presos»      | Lluís Arcarazo | 16 de maig de 2021 |
| Els presos es comencen a plantejar presentar-se a les eleccions autonòmiques, generals, municipals i europees. El procés judicial, ja des de la fase d'instrucció, coincidiria amb diferents processos electorals, als quals s'anirien presentant com a candidats alguns dels processats. Es preguntarien llavors fins a quin punt afectaria els comicis el desenvolupament del judici, o si el procés judicial hauria pogut arribar a determinar els resultats electorals. |                        |                |                    |
| 7 | «Vist per a sentència» | Lluís Arcarazo | 23 de maig de 2021 |
| Gairebé 500 testimonis, 400 hores de vista oral i 52 intenses sessions després, només falta per escoltar els escrits definitius de les acusacions i les defenses i també les al·legacions finals dels processats. Es preparen els escrits finals, així com es relata el retorn a casa de famílies i advocats dels processats a l'espera que el Tribunal Suprem dicti sentència. |                        |                |                    |
| 8 | «Rebel·lió o res»      | Lluís Arcarazo | 30 de maig de 2021 |
| La sentència acaba sent publicada, despertant recels i confiances en el sistema judicial. Han passat tres mesos del final del judici, i el Tribunal Suprem fa pública una sentència que no acontenta ni la Fiscalia ni les defenses, ni encara menys als mateixos processats; així com tampoc organitzacions com Amnistia Internacional que consideraria que "segons els estàndards internacionals, no hi ha elements per considerar que el judici ha estat injust, però sí que tenim una preocupació molt extrema sobre alguns aspectes de la sentència" demanant només la llibertat per Jordi Cuixart i Jordi Sànchez i l'anulació de la seva condemna. Els presos es plantegen llavors com serà el procés per portar el cas al Tribunal de Drets Humans d'Estrasburg. |                        |                |                    |